# خواجه ربیع

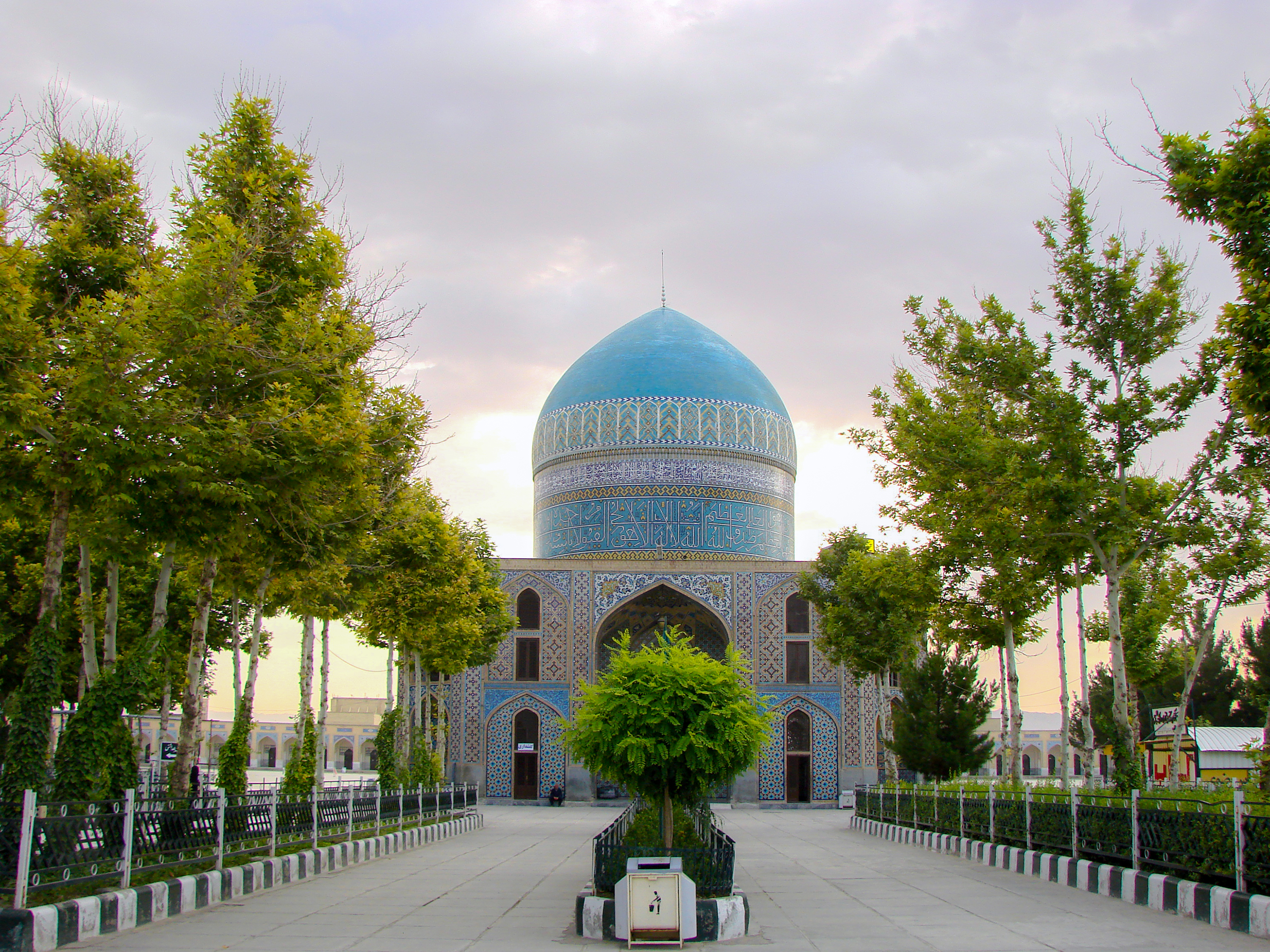
مزار و بارگاه خواجه ربیع

خواجه ربیع شهرت ربیع بن خثیم، تمیمی، ثوری و کوفی و از تابعین مشهور است.
ربیع ابن خثیم، مشهور به خواجه ربیع، از طایفۀ بنی‌اسد و ساکن کوفه، از زمرۀ زهّاد هشتگانۀ صدر اسلام و تابعین (کسانی که صحابۀ پیامبر اسلام را درک کرده‌اند) و همچنین از یاران و سرداران علی بن ابیطالب بوده‌است. وی ضمن ارادت به وی ظاهراً از خویشان معاویه پسر ابی‌سفیان هم بوده‌است، بنابراین در سال‌های پایانی خلافت علی و بروز اختلاف میان ایشان و معاویه، به قصد انزوا و دوری از نزاع طرفین عراق را به قصد ایران و خراسان ترک کرده‌است. او در سال‌های پایانی عمر ساکن شهر نوغان (مرکز ولایت توس در آن زمان) شده و سرانجام در سال ۶١ یا ۶۳ ه‍.ق درگذشته و در یک فرسنگی شمال نوغان دفن شد. 
مشهور است که علی بن موسی الرضا در سفر به خراسان در سال‌های ۲۰۰ تا ۲۰۳ ه‍.ق قبر خواجه را زیارت کرده‌است. شاه عباس صفوی نیز در اوایل سدۀ یازدۀ قمری با توصیه و مشورت شیخ بهایی دستور احداث مقبره‌ای باشکوه برای خواجه را صادر کرد. اساس آرامگاه خواجه ربیع در مشهد همان بنای عهد صفوی است.
از او در منابع اسلامی ویژگی‌های اخلاقی بسیاری گزارش شده‌است، از جمله او را اهل زهد وعظ تهجد و ذکر معرفی کرده‌اند و در واقع عارف و زاهد بوده که از پارسایی او حکایت‌هایی نیز نقل کرده‌اند. گفته‌اند: او در منزل خود قبری کنده بود، و هرگاه در خود قساوت قلبی احساس می‌کرد، به قبر داخل می‌شد، و پس از مجسم کردن حالات پس از مرگ، آیۀ «رب ارجعون لعلیّ أعمل صالحاً فیما ترکت» را میخواند و با خود می‌گفت: ای ربیع! تو را باز گرداندیم، اینک عمل کن!
شاید بتوان گفت تمامی آرای مثبتی که صاحبان تراجم شیعی، نظیر علامه حلی، محقق اردبیلی، میرزا محمد استرآبادی و مامقانیل دربارۀ او ابراز داشته‌اند، برمی‌گردد به عبارتی که کشّی از علیّ بن محمد بن قتیبه نقل کرده‌است که ابو محمد فضل بن شاذان در مقام پاسخ به پرسش دربارۀ «زهاد ثمانیه» ربیع را نام می‌برد و او را از اصحاب علی بن ابیطالب نیز از زاهدان پرهیز کار می‌داند. در مقابل شوشتری با توجه به قراینی، او را سنی مذهب دانسته و داستان‌های مبنی بر تقرب او نزد علی یا فضیلت او نزد رضا را مورد طعن و ایراد قرار داده‌است. به نظر می‌رسد یکی از علت‌های تردید برخی اندیشمندان شیعی دربارۀ ربیع آن باشد که وی در جنگ علی با معاویه تردید کرد و از شرکت در آن خودداری نمود و از امام علی خواست او را به جای جنگ با اهل قبله، برای نبرد با کفار به نواحی مرزی گسیل دارد. علی وی را به سرپرستی سپاهیانی به ری و قزوین فرستاد. از سوی دیگر برخی عقیده دارند که وی با امام علی بیعت نکرده بود.
بدین ترتیب به نظر می‌رسد رابطۀ وی با امام علی چندان همراه با ارادت، ایمان و انقیاد کامل نبوده و از همراهی کامل خودداری کرده‌است.
مضافاً بر این که در برابر واقعۀ کربلا، در هنگام شنیدن خبر کشته‌شدن حسین و یارانش استرجاع (انا لله و انا الیه راجعون) گفت و از اینکه یزید و عاملان او را به سبب قتل حسین بن علی مورد طعن و ملامت قرار دهد، خودداری کرد و به اصطلاح، دربارۀ امور دنیوی سخن نگفت. شاید بر همین اساس باشد که برخی از صاحبان اندیشه مانند آیت‌الله خویی و شوشتری وی را فردی دانسته‌اند که از عبادت‌های بسیار خود تنها به ظاهر آن توجه کرده و از عمق و حقیقت بندگی محروم بوده‌است.